# Pedro Guerreiro
Pedro Miguel Neves Guerreiro (* 25. Februar 1966 in Lissabon) ist ein portugiesischer Politiker, der von 2005 bis 2009 Mitglied des Europaparlaments für die Partido Comunista Português, Teil der Fraktion Konföderalem Fraktion der Vereinten Europäischen Linken/Nordische Grüne Linke, war. Er trat sein Mandat im Europaparlament am 13. Januar 2005, als Nachfolger von Sérgio Ribeiro, der der gleichen Partei angehört.

## Leben
In seiner Jugend war Guerreiro in der Pfadfinderbewegung aktiv. Nach seinem Psychologiestudium arbeitet er in seinem Fachgebiet im Rathaus von Loures, wo er dem Personalausschuss angehörte. Im Jahr 2000 war Guerreiro Mitglied des Zentralkomitees der Portugiesischen Kommunistischen Partei. Seit 1997 arbeitete er mit kommunistischen Abgeordneten im Europaparlament zusammen. Im Jahr 2005 erhielt er das Mandat von MdEP Sérgio Ribeiro. Im Europäischen Parlament war er von 2007 bis 2009 Vizepräsident des Ausschusses für Fischerei. Guerreiro ist Mitglied im portugiesischen Ordem dos Psicologos.